# Uracoa
Uracoa ist ein venezolanisches Dorf im Bundesstaat Monagas. Es ist Verwaltungssitz des Municipios Uracoa. Uracoa wurde im Jahr 1784 vom Mönch José de Manzanera gegründet.

## Wirtschaft
Die Viehzucht ist wichtigster Wirtschaftsfaktor der Region. Mais, Sorghum und Wassermelonen werden auch in kleinen Höfen angebaut, auch wenn Produktion der Felder eher für die lokale Bevölkerung ist.